# Naimeco
Naimeco (Naimeko) ist ein osttimoresischer Suco im Verwaltungsamt Pante Macassar (Sonderverwaltungsregion Oe-Cusse Ambeno).

## Geographie
Der Suco Naimeco liegt im Süden des Verwaltungsamts Pante Macassar. Nordöstlich befindet sich der Suco Costa, nördlich der Suco Bobocasse und nordwestlich der Suco Cunha. Sie sind ebenfalls Teil des Verwaltungsamtes Pante Macassar. Südwestlich liegt jenseits des Flusses Kinloki der Suco Bobometo (Verwaltungsamt Oesilo). Im Südosten grenzt Naimeco an das Nachbarland Indonesien. Einen Teil der Staatsgrenze entlang fließt der Bimilo, der in den Kinloki mündet. Der Kinloki trennt Naimeco auch von Cunha. Schließlich vereinigt er sich mit dem Abanal, der entlang eines Teils der Grenze zu Bobocasse fließt, zum Tono.
Vor der Gebietsreform 2015 hatte Naimeco eine Fläche von 40,55 km². Nun sind es 36,32 km². Im Osten gab es eine Neuziehung der Grenze zu Costa. Der Suco Naimeco teilt sich in die vier Aldeia Baqui, Bonemese, Noque und Teinae.
Den Westen des Sucos durchquert die Überlandstraße von Pante Macassar nach Passabe. An ihr liegt Baqui, der größte Ort des Sucos, an den direkt auch die Orte Nunete, Saenpeo, Kiupenu und Kinloki angrenzen. Eine weitere Straße zweigt nach Osten ab und verbindet die meisten Dörfer des Sucos mit der Außenwelt. Nah dem Fluss Abanal liegen die Dörfer Bilahuk, Najaimuti, Kiubose (Quibose), Nunuhle, Kiukole (Kio-Koler) und Kafun. Nah dem Fluss Kinloki liegt zudem der Ort Bobonus (Bobonoe). Nah dem Zentrum des Sucos befinden sich die Dörfer Maoanese, Bonemese, Sufmuti und Nubani. Im Osten liegen Noque (Noce, Moce), Nuahatan (Nuabatan), Teinae (Tenae) und Nunsena.
Grundschulen und Sekundärschulen (Escola Secundaria Baqui und Noque) gibt es in Baqui und Noque. Baqui verfügt über ein kommunales Gesundheitszentrum, in Noque hat ein kleines Hospital. Ein „Haus der Riten“ (Uma Lisan) steht in der Aldeia Noque, nach der Kapelle São José. Der Markt Maumate steht in der Aldeia Baqui.

## Einwohner

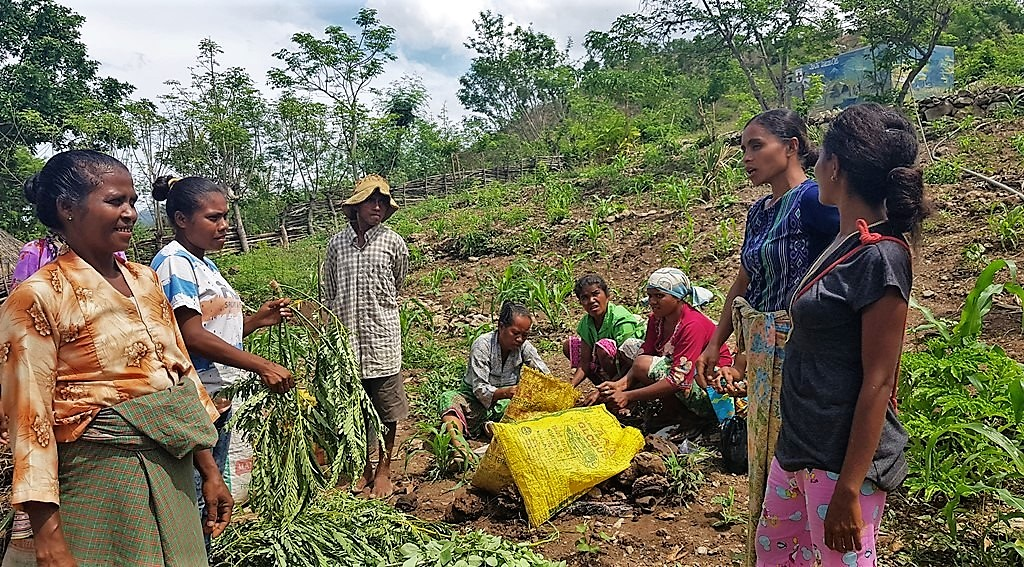
Frauen in Naimeco

In Naimeco leben 4.961 Einwohner (2022), davon sind 2.513 Männer und 2.448 Frauen. Im Suco gibt es 1.159 Haushalte. Über 99 % der Einwohner geben Baikeno als ihre Muttersprache an. Eine Minderheit spricht Tetum Prasa.

## Geschichte

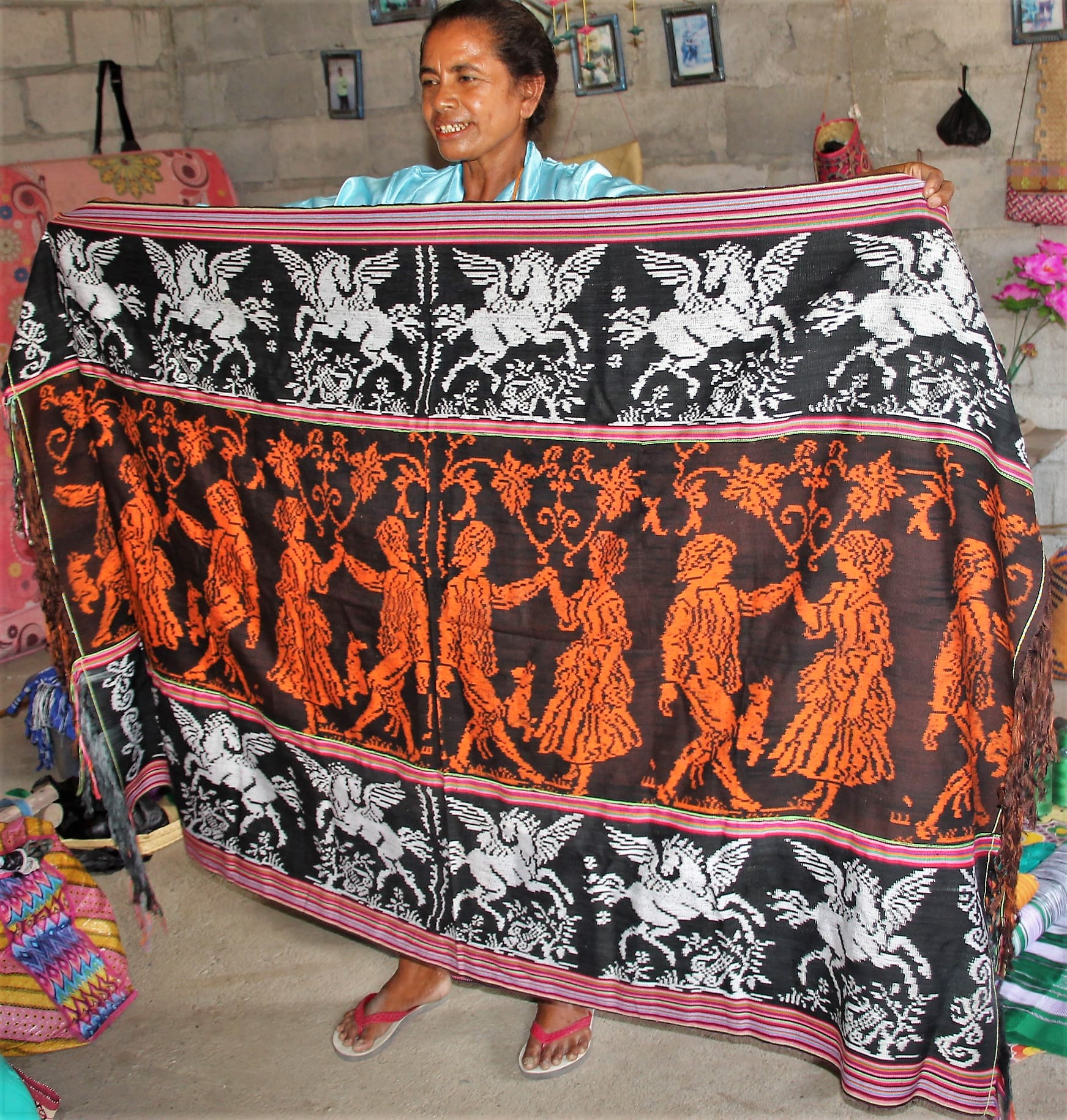
Eine Fau aus Naimeco präsentiert ihren Tais

Zwischen März und April 2001 starben 50 Einwohner an einer Durchfallerkrankung. Die meisten der Opfer waren Kinder.

## Politik
Bei den Wahlen von 2004/2005 wurde Cirpiano Afon zum Chefe de Suco gewählt. Bei den Wahlen 2009 gewann Yacobus Bino und 2016 Marcos Liu.

## Wirtschaft
In Naimeco befindet sich ein Steinbruch und eine Asphaltmischanlage. In Kinloki gibt es außerdem Sandvorkommen, das für den Gebäudebau verwendet werden kann.

## Persönlichkeiten
- José Anuno (* 1966), Politiker
- Jaime Oliveira, portugiesischer Administrator von Oe-Cusse Ambeno bis 1975